# Donja Bioča (Ilijaš)
Pour les articles homonymes, voir Donja Bioča.
Donja Bioča (en serbe cyrillique : Доња Биоча) est un village de Bosnie-Herzégovine. Il est situé dans la municipalité d'Ilijaš, dans le canton de Sarajevo et dans la fédération de Bosnie-et-Herzégovine. Selon les premiers résultats du recensement bosnien de 2013, il compte 126 habitants.

## Démographie

### Évolution historique de la population
| 1948 | 1953 | 1961 | 1971 | 1981 | 1991 | 2013 |
| ---- | ---- | ---- | ---- | ---- | ---- | ---- |
| -    | -    | 248  | 299  | 285  | 297  | 126  |

|  |

### Communauté locale
En 1991, Donja Bioča faisait partie de la communauté locale de Bioča qui comptait 763 habitants, répartis de la manière suivante :